# Santuário do Sagrado Coração Misericordioso de Jesus (Içara)

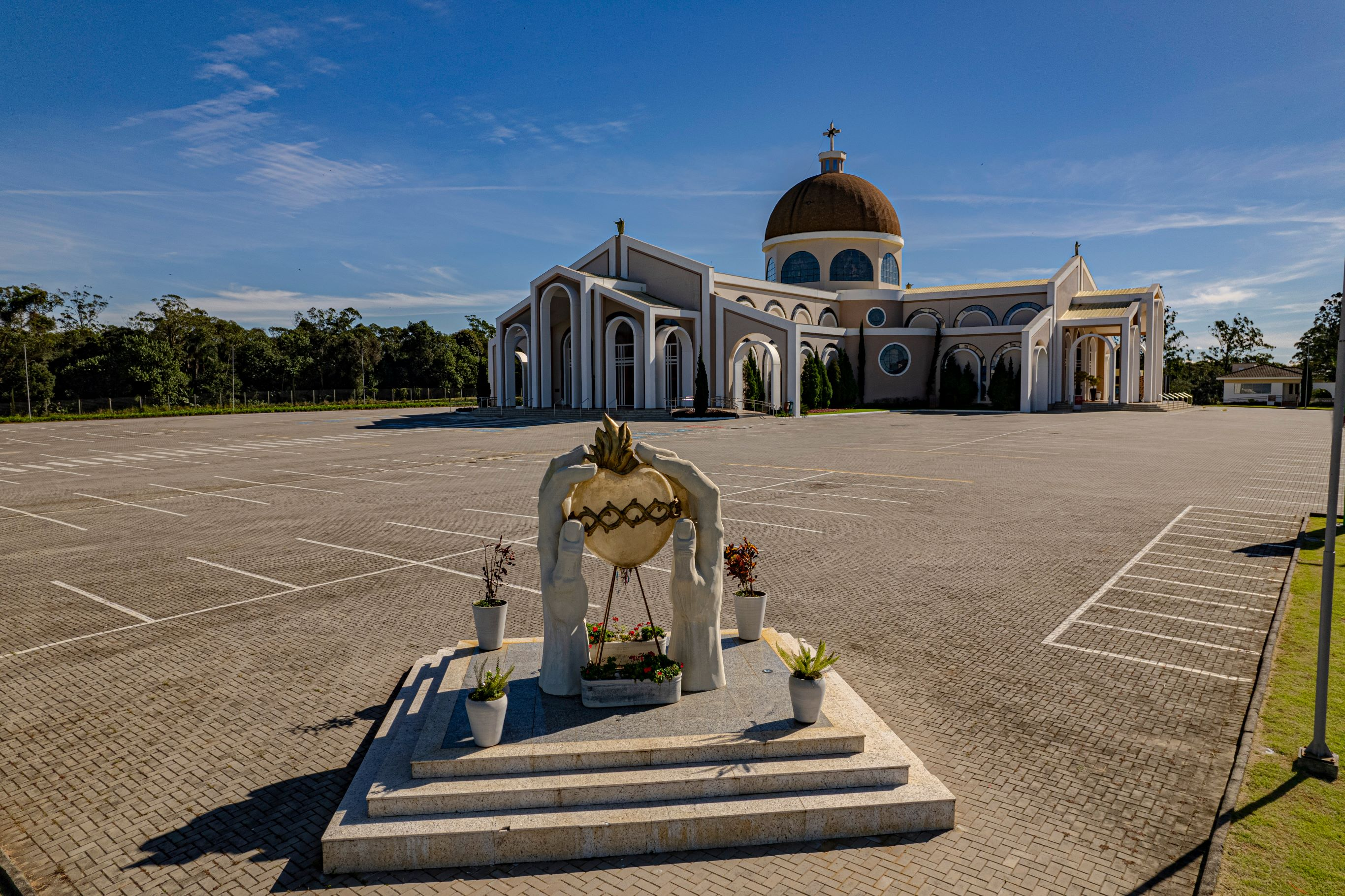
Basílica Santuário SCMJ

A Basílica Santuário do Sagrado Coração Misericordioso de Jesus é um templo católico, localizado no município de Içara, Santa Catarina.
- 23 de abril de 2017: O Santuário Sagrado Coração Misericordioso de Jesus foi criado oficialmente por meio de um decreto assinado por Dom Jacinto Inácio Flach, Bispo Diocesano de Criciúma. A inauguração e bênção do templo ocorreram na mesma data, reconhecendo a importância do local como um espaço sagrado de acolhimento, oração e devoção.
- 17 de abril de 2024: O Papa Francisco anunciou a elevação do Santuário ao título de Basílica Menor.
- 14 de setembro de 2024: A cerimônia de elevação foi realizada, coincidindo com o Dia da Exaltação da Santa Cruz, uma data de grande significado litúrgico.

A Igreja Católica reconhece dois tipos de basílicas: as Maiores, restritas ao Vaticano, e as Menores, espalhadas pelo mundo. A Basílica Santuário Sagrado Coração Misericordioso de Jesus tornou-se a primeira Basílica Menor do estado de Santa Catarina, a 6ª do sul do Brasil e a 80ª do país. Esta elevação simboliza o reconhecimento da relevância espiritual e pastoral do templo, consolidando-o como um importante local de peregrinação e devoção no Brasil.

## História
No ano de 2013, o empresário Zefiro Giassi e sua esposa Ana Maria Zilli, destinaram mais de 13 hectares localizados no bairro de Morro Bonito, Içara, à Diocese de Criciúma para que um santuário fosse edificado. Apesar do senhor Zefiro Giassi não ser natural daquela comunidade, o mesmo lecionou para algumas crianças em Morro Bonito quando solteiro. O empresário contava que ele havia sido muito bem recebido pelos moradores e esse gesto seria uma forma de agradecimento aos antigos moradores. No dia 30 de junho daquele mesmo ano, aproximadamente três mil pessoas de Morro Bonito (grande parte integrantes do grupo do Apostolado da Oração), participaram do lançamento da pedra fundamental do templo. O padroeiro escolhido foi o Sagrado Coração Misericordioso de Jesus. Sua inauguração se deu em 23 de abril de 2017. Além do prédio central, no entorno se encontram praças, caminhos e demais edificações.

## Ministérios
Como forma de melhor atender as necessidades do Santuário, foi instituído os seguintes Ministérios:
- Ministério dos Acólitos;
- Ministério da Acolhida;
- Ministério da Comunicação;
- Ministério da Sagrada Comunhão;
- Ministério da Liturgia.

## Infraestrutura
Ao todo, o Santuário conta com 1350 vagas de estacionamento, podendo acomodar mais de 3000 fiéis. Além disso, conforme divulgado pelos responsáveis do local, são 100000m² de área construída. Nas propriedades se encontram também uma loja de artigos religiosos e uma cafeteria e um auditório, denominado Auditório São João XXIII.

## Festividades
O Santuário conta com duas grandes festividades em seu calendário. Nos meses de novembro de cada ano, é realizado o Cerco de Jericó, com o principal objetivo manter viva a intenção de orar e clamar ao Divino. A cada dia daquele mês, pelo tempo de aproximadamente 1h, as pessoas se dedicam à oração, adoração, cânticos e leitura da Palavra de Deus. Já nos meses de abril, acontece a Festa da Divina Misericórdia. A intenção do evento é oportunizar um momento de reflexão aos fiéis sobre a misericórdia infinita de Deus e buscar Sua graça.